# Louisa Chirico
Louisa Chirico (nació el 16 de mayo de 1996 en Morristown, Nueva Jersey) es una jugadora de tenis estadounidense.
Chirico, que viene de Harrison, Nueva York, ha ganado tres individuales y dos títulos de dobles en el ITF gira en su carrera. El 9 de mayo de 2016, alcanzó su mejor ranking el cual fue la número 76 del mundo. El 10 de noviembre de 2014, alcanzó el puesto número 210 del mundo en el ranking de dobles.
La asociación con Jan Abaza, Chirico ganó su primer torneo ITF $ 50 000 en el 2013 Audi Melbourne Pro Tennis Classic, derrotando Asia Muhammad y Allie Will en el último.

## Títulos WTA 125s

### Finalista (1)
| N.º | Fecha                   | Torneos | Superficie | Pareja          | Oponente |
| --- | ----------------------- | ------- | ---------- | --------------- | -------- |
| 1.  | 15 de noviembre de 2015 | Limoges | Dura       | Caroline Garcia | 1–6, 3–6 |

## Títulos ITF

### Individual (3)
| Torneos de $100 000 |
| Torneos de $75 000  |
| Torneos de $50 000  |
| Torneos de $25 000  |
| Torneos de $15 000  |
| Torneos de $10 000  |

| N.º | Fecha               | Torneo                 | Superficie | Oponentes                | Resultado           |
| --- | ------------------- | ---------------------- | ---------- | ------------------------ | ------------------- |
| 1.  | 21 de mayo de 2012  | Sumter, Estados Unidos | Dura       | Victoria Duval           | 6–4, 6–3            |
| 2.  | 9 de junio de 2014  | Padua, Italia          | Arcilla    | Paula Cristina Gonçalves | 6–2, 1–6, 7–6(3)    |
| 3.  | 20 de abril de 2015 | Dothan, Estados Unidos | Arcilla    | Katerina Stewart         | 7–6(1), 3–6, 7–6(1) |

### Finalista (3)
| N.º | Fecha                 | Torneo                   | Superficie | Oponentes             | Resultado |
| --- | --------------------- | ------------------------ | ---------- | --------------------- | --------- |
| 1.  | 18 de febrero de 2013 | Surprise, Estados Unidos | Dura       | Tara Moore            | 4-6, 3-6  |
| 2.  | 16 de junio de 2014   | Lenzerheide, Suiza       | Arcilla    | Yelizaveta Kulichkova | 5-7, 2-6  |
| 3.  | 2 de febrero de 2015  | Midland, Estados Unidos  | Dura (i)   | Tatjana Maria         | 2-6, 0-6  |

### Dobles (2)
| Torneos de $100 000 |
| Torneos de $75 000  |
| Torneos de $50 000  |
| Torneos de $25 000  |
| Torneos de $15 000  |
| Torneos de $10 000  |

| N.º | Fecha               | Torneos                              | Superficie | Pareja       | Oponentes                      | Resultado |
| --- | ------------------- | ------------------------------------ | ---------- | ------------ | ------------------------------ | --------- |
| 1.  | 29 de abril de 2013 | Indian Harbour Beach, Estados Unidos | Arcilla    | Jan Abaza    | Asia Muhammad Allie Will       | 6-4, 6-4  |
| 2.  | 16 de junio de 2014 | Lenzerheide, Suiza                   | Arcilla    | Sanaz Marand | Jang Su-jeong Justyna Jegiołka | 6-3, 6-4  |

### Finalista (3)
| N.º | Fecha                | Torneos                        | Superficie | Pareja        | Oponentes                       | Resultado         |
| --- | -------------------- | ------------------------------ | ---------- | ------------- | ------------------------------- | ----------------- |
| 1.  | 4 de febrero de 2013 | Rancho Mirage, Estados Unidos  | Dura       | Jan Abaza     | Tara Moore Melanie South        | 6-4, 2-6, [10-12] |
| 2.  | 13 de enero de 2014  | Port St. Lucie, Estados Unidos | Arcilla    | Jan Abaza     | Réka-Luca Jani Irina Jromacheva | 4-6, 4-6          |
| 3.  | 2 de junio de 2014   | Brescia, Italia                | Arcilla    | Asia Muhammad | Sanaz Marand Florencia Molinero | 4-6, 6-4, [8-10]  |